# Campeonato de Fútbol de Costa Rica 1937
La temporada 1937 de la Liga Nacional fue la 17.ª edición de la máxima categoría del sistema de Ligas costarricenses de fútbol.
El Campeonato de Fútbol de 1937, fue la edición número 17 de Liga de Fútbol de Costa Rica en disputarse, organizada por la FEDEFUTBOL.
El Club Sport Herediano consigue su campeonato número 10, en 17 torneos disputados.

## Equipos Inscritos
| Provincia | N.º | Equipos                                  |
| --------- | --- | ---------------------------------------- |
| San José  | 3   | La Libertad, Gimnástica Española y Orión |
| Alajuela  | 1   | Alajuelense                              |
| Cartago   | 1   | Cartaginés                               |
| Heredia   | 1   | Herediano                                |

## Formato del Torneo
Se jugaron dos vueltas, en donde los equipos debían enfrentarse todos contra todos. El último lugar en la tabla debería jugar una serie de promoción con el que resultara monarca de la segunda división, el ganador de la serie estaría automáticamente calificado para el campeonato de 1938. Se disputó un juego adicional para establecer el subcampeón del torneo. 

## Tabla de posiciones
| Equipo | Pts | PJ | PG | PE | PP | GF | GC | DG  |
| --- | --- | -- | -- | -- | -- | -- | -- | --- |
| Club Sport Herediano | 12  | 10 | 5  | 2  | 3  | 36 | 26 | +10 |
| Sociedad Gimnástica Española | 13  | 11 | 6  | 1  | 4  | 33 | 24 | +9  |
| Club Sport Cartaginés | 11  | 11 | 4  | 3  | 4  | 32 | 30 | +2  |
| Club Sport La Libertad | 11  | 10 | 4  | 3  | 3  | 15 | 16 | -1  |
| Orión F.C. | 9   | 10 | 4  | 1  | 5  | 17 | 19 | -2  |
| Liga Deportiva Alajuelense | 6   | 10 | 1  | 4  | 5  | 18 | 36 | -18 |
| Pts – Puntos; PJ – Partidos Jugados; PG - Partidos Ganados; PE - Partidos Empatados; PP - Partidos Perdidos; GF – Goles a Favor; GC – Goles en Contra; DG – Diferencia de Goles |     |    |    |    |    |    |    |     |

|  |                   |
|  | Campeón Nacional. |

|  |                                                                        |
|  | Disputa liguilla del no descenso contra el campeón de Segunda División |

| Campeón Club Sport Herediano Campeonato #10 |

Planilla del Campeón: Enrique Vieto, Milton Valverde, Enrique Lizano, Miguel Bolaños, Mario Varela, Francisco Chaverri, Aníbal Varela, Godofredo Ramírez, Oscar Esquivel, Manuel Zamora, José Salazar, Luis Barrantes, Mario Riggioni, Danilo Dobles, Enrique de Mezerville, Abel Sandoval, Santiago Campos, Juan Salas, Manuel Zúñiga, Cecilio Barrantes, Ismael Quesada, José Cubero, Rafael Herrera

## Descenso
La Liga Deportiva Alajuelense, jugó promoción por la permanencia en Primera División y venció a La Unión de Tres Ríos.

## Torneos
| Predecesor: Campeonato 1936 | Liga de Fútbol de Costa Rica Campeonato 1937 | Sucesor: Campeonato 1938 |